# Ben Stevenson
Pour les articles homonymes, voir Stevenson.
Ben Stevenson OBE (né le 4 avril 1936) est un danseur de ballet et chorégraphe britannique. Il a fait partie du Royal Ballet et de l'English National Ballet. Il a été co-directeur du National Ballet of Washington de 1971 à 1974, directeur artistique du Chicago Ballet de 1974 à 1975, directeur artistique du Houston Ballet de 1976 à 2003 et directeur artistique du Texas Ballet Theater depuis 2004.
Il est joué par Bruce Greenwood dans le film Mao's Last Dancer de Bruce Beresford.